# Teddy Boy (Lied)
Teddy Boy (englisch für „Junge [namens] Teddy“) ist ein 1968 in Indien entstandenes Lied der britischen Band The Beatles, das 1996 auf ihrem Kompilationsalbum Anthology 3 veröffentlicht wurde. Komponiert wurde es von Paul McCartney, der seine Version 1970 auf dem Album McCartney veröffentlicht hatte.

## Hintergrund

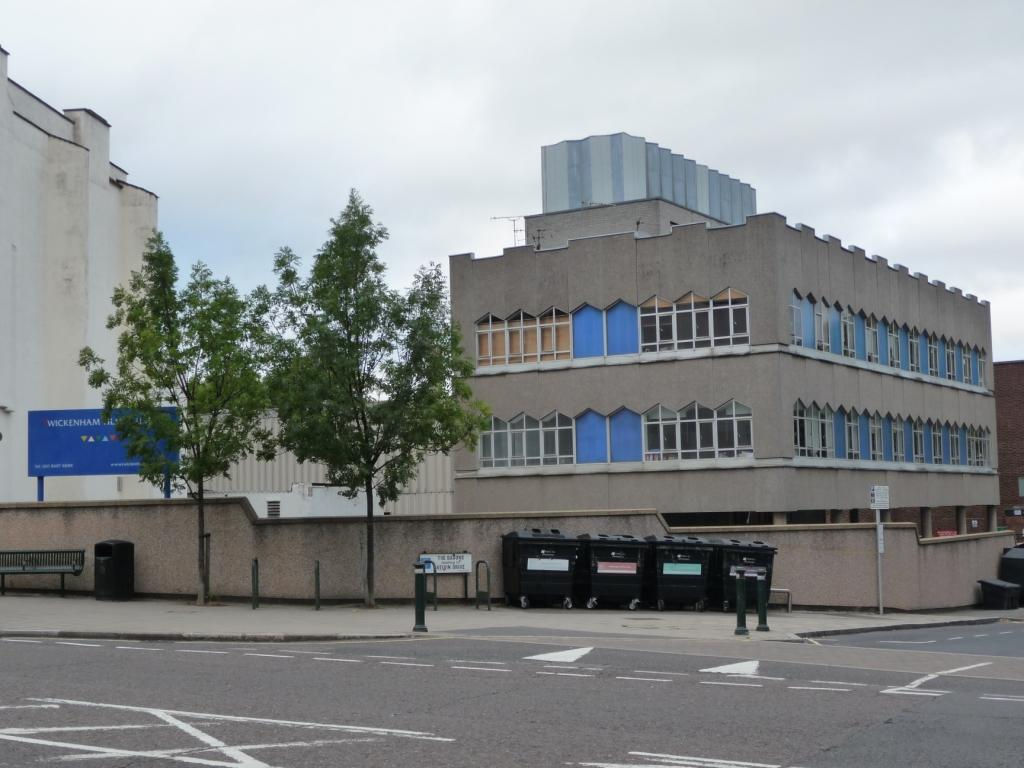
Twickenham Film Studios

Teddy Boy, in McCartneys Jugend eigentlich eine Bezeichnung für „Schlägertypen in langen Gehröcken mit Samtkragen, engen Hosen und Schuhen mit Kreppsohlen“, die „an Straßenecken herumlungerten und Ärger suchten“, basiert hauptsächlich auf den musikalischen Ideen von Paul McCartney, dessen zehn Jahre jüngerer Cousin, der spätere Entertainer Ted Robbins (ältester Sohn von Betty Danher, einer McCartney musikalisch beeinflussenden Cousine Paul McCartneys, und des in Bebington eine Agentur betreibenden Entertainers D. Mike Robbins), von ihm „Teddy Boy“ genannt wurde. Mitte Februar 1968 reisten die Beatles mit ihren Frauen nach Rishikesh (Indien), wo ein mehrwöchiger Meditationskurs des Maharishi Mahesh Yogi stattfand. Während des Indienaufenthalts schrieben die Beatles die Mehrzahl der Lieder für ihr neues Album The Beatles. Teddy Boy wurde ebenfalls während des Indienaufenthalts teilweise geschrieben, wurde aber nicht für das Album eingespielt, da er noch nicht fertig komponiert war.
Da die Beatles Teddy Boy auch für ihre beiden nächsten Alben Abbey Road und Let It Be nicht verwendeten, spielte Paul McCartney das Lied für sein erstes Soloalbum ein.
Teddy Boy gehört zu den Liedern, die nicht für den Beatles-Dokumentarfilm Let It Be verwendet worden sind. Die erste kurze Probeaufnahme des Liedes erfolgte Anfang Januar 1969 in den Twickenham Film Studios auf Nagra-Tonbändern in Mono.
Während der Aufnahmen im Apple Studio im Januar 1969 war das Interesse der Gruppe, besonders von John Lennon, gering das Lied einzuspielen.
Paul McCartney sagte 1996 über die Aufnahmen: „Man hört darauf, dass die Band nicht sehr daran interessiert war. Ich weiß nicht warum. Vielleicht hatte ich es nicht richtig fertiggestellt. Vielleicht kam einfach Spannung herein. Das bisschen, das ich behalten möchte, war John, der sich darüber lustig machte. Er fängt gegen Ende an und er sagt: 'Grab your partners, do-si-do', also haben wir das beibehalten. Und während es in gewisser Weise ein Hinweis auf Reibung war, war es gut gelaunte Reibung.“

## Aufnahme der Beatles
Teddy Boy wurde während der Aufnahmen für den Film Let It Be in mehreren Takes aufgenommen, erstmals am 24. Januar 1969 in den Londoner Apple Studios in der Savile Row Nr. 3 mit dem Produzenten George Martin. Glyn Johns war der Toningenieur der Aufnahmen. Weitere Takes erfolgten am 28. und 29. Januar ebenfalls mit George Martin als Produzent und Glyn Johns als Toningenieur. Sämtliche Aufnahmen wurden live ohne Overdubs eingespielt.
Im April und Mai 1969 stellte Glyn Johns in den Olympic Sound Studios die erste Fassung des Albums Get Back fertig, auf diesem befindet sich eine Studioversion vom 24. Januar von Teddy Boy. Am 5. Januar 1970 wurde die zweite Fassung vom Get Back-Album von Glyn Johns in den Olympic Sound Studios hergestellt, auf dieser befindet sich nicht mehr Teddy Boy, weil das Lied nicht im Film vorkam. Beide Versionen des Albums von Glyn Johns wurden von den Beatles abgelehnt.
Im März 1970 erhielt Phil Spector von John Lennon, George Harrison und Allen Klein den Auftrag, das Album endgültig fertigzustellen. Am 25. März mischte Spector in den Abbey Road Studios mithilfe des Toningenieurs Peter Brown unter anderen das Lied Teddy Boy neu ab, er verwendete die Aufnahme vom 24. Januar 1969. Teddy Boy wurde aber nicht für das Album Let It Be verwendet.
Die endgültige Abmischung und Nachproduktion für das Album Anthology 3 erfolgte 1995/96 durch George Martin und seinem Assistenten Allan Rouse, Toningenieur war Geoff Emerick. Für die Veröffentlichung wurde eine Version aus den Aufnahmen vom 24. und 28. Januar 1969 hergestellt.
Besetzung:
- Paul McCartney: Akustikgitarre, Gesang
- John Lennon: Gesang
- George Harrison: Leadgitarre
- Ringo Starr: Schlagzeug

## Aufnahme von Paul McCartney
Teddy Boy wurde in London zu Hause bei McCartney begonnen und in den Morgan Studios, im nahegelegenen Willesden, beendet. Die abschließenden Arbeiten an den Liedern fanden im Februar 1970 in Studio 2 der Abbey Road Studios statt.
Besetzung:
- Paul McCartney: Gesang, Akustische Gitarre, Bass, Schlagzeug
- Linda McCartney: Hintergrundgesang

## Veröffentlichung
- Am 17. April 1970 erschien Paul McCartneys erstes Studioalbum McCartney, auf dem Teddy Boy enthalten ist.
- Am 25. Oktober 1996 wurde auf dem Beatles-Kompilationsalbum Anthology 3 eine Beatles-Version von Teddy Boy veröffentlicht.
- Am 15. Oktober 2021 erschien die Jubiläumsausgabe für das Album Let It Be. Auf der vierten LP/CD der Deluxe-Edition befindet sich die von Glyn Johns verwendete und abgemischte Aufnahme des Liedes.

## Coverversionen
- The Scarlets – Gimme Dat Ding / Teddy Boy  [2]
- Paula Marchesini – Beatles ‘69 Vol. 01 Get Back  [3]